# Press for Change

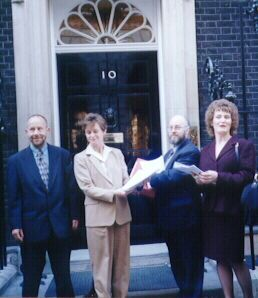
Press for Change sur Ten Downing Street

Press for Change (PFC) est un groupe basé au Royaume-Uni qui met l'accent sur les droits et le traitement des personnes trans. Son objectif est « la recherche du respect et de l'égalité pour toutes les personnes trans au Royaume-Uni ». Le groupe a dirigé la campagne pour la pleine reconnaissance juridique des personnes transgenres vivant en Grande-Bretagne, y compris le droit de se marier.
L'organisation a débuté le 27 février 1992, et ses fondateurs comprennent notamment Marc Rees et Stephen Whittle (en),.

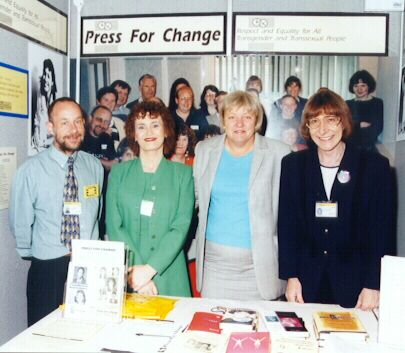
Press for Change avec Mo Mowlam - 1 octobre 1997

## Figures importantes du groupe
- Christine Burns (en), ancienne vice-présidente[5]
- Angela Clayton (en), ancienne vice-présidente[6]
- Claire McNab, ancienne vice-présidente[7],[8]
- Mark Rees, cofondateur du groupe[2]
- Professeur Stephen Whittle (en), vice-président et cofondateur du groupe[3]

Burns et Whittle ont reçu des distinctions « pour les services rendus aux problématique de genre » en lien avec leur travail pour Press for Change.

## Patrons
- Julie Hesmondhalgh (en), l'actrice qui joue Hayley Cropper (en) dans Coronation Street, le premier personnage transsexuel du British Soap Opera[10].